# Диктатура 6 января
Диктатура 6 января (серб. , черног. и макед. Шестојануарска диктатура, босн. и хорв. Šestosiječanjska diktatura, словен. Šestojanuarska diktatura) — политический режим в Югославии, характеризовавшийся абсолютной властью короля Александра I Карагеоргиевича. Диктатура была установлена 6 января 1929 года путём роспуска Народной Скупщины Королевства СХС. Были запрещены ряд политических партий и профсоюзов, ограничено право собраний и вероисповеданий, введена цензура. В Хорватии и Македонии на руководящие гражданские должности были назначены военные. Начал работу Государственный суд по защите государства. Провозглашалась идеология интегрального югославянства. Формально диктатура завершилась принятием Сентябрьской конституции 3 сентября 1931 года, но де-факто длилась до парламентских выборов в 1935 году, после убийства короля Александра.

## Установление диктатуры
Поводом для введения диктатуры было убийство Степана Радича. В опубликованном 6 января 1929 года королевском манифесте было сказано:

Пришел час, когда больше не должно быть никаких посредников между народом и королем… Парламентские институты, которыми как политическим инструментом пользовался мой блаженно почивший отец, остаются и моим идеалом… Но слепые политические страсти настолько злоупотребляли парламентской системой, что она стала препятствием всякой полезной национальной деятельности. Согласие и даже обычные отношения между партиями и отдельными людьми стали совершено невозможными. Вместо развития и воплощения идеи народного единства, парламентские вожди начали провоцировать столкновения и народную разобщенность… Мой святой долг любой ценой сохранить народное единство государства… Этот идеал должен стать самым важным законом не только для меня, но и для каждого человека. Такое обязательство на меня налагает моя ответственность перед народом и историей, моя любовь к родине и святая память о бесчисленных и бесценных жертвах, павших за этот идеал. Прибегать, как и раньше, к парламентской смене правительства или к новым выборам в законодательное собрание значило бы терять драгоценное время в тщетных попытках, отнявших у нас несколько последних лет. Мы должны искать новые методы работы и прокладывать новые пути.

В январе 1929 года были запрещены все политические партии.

## Мероприятия 1929 года
В 1929 году были приняты следующие меры:
- Сокращено количество министерств с 16 до 12;
- Страна стала называться «Югославией»
- Вместо деления на 33 области, введенного в 1922 году, страна была разделена на 9 бановин и особую административно-территориальную единицу, в которую был включен Белград;

## Упразднение диктатуры 6 января
3 сентября 1931 года король даровал стране Конституцию, которая предусматривала создание второй палаты парламента (Сената), половина членов которой назначалась монархом. Первые парламентские выборы были назначены на 8 ноября 1931 года, причем для регистрации каждый партийный список должен был собрать большое количество подписей от всех избирательных округов королевства. В результате, на выборах 1931 года был представлен только правительственный список кандидатов, а избранные депутаты в декабре того же года создали единственную партию — Югославянскую радикально-крестьянскую демократию (20 июля 1933 года переименована в Югославянскую национальную партию). Фактическим концом диктатуры стало убийство 9 октября 1934 года в Марселе короля Александра. После этого события в Югославии к власти пришел принц-регент Павел при малолетнем короле Петре II. Практически сразу из-под ареста были выпущены словенский и хорватский лидеры (А. Корошец и В. Мачек), прежний парламент распущен, а новые выборы в Скупщину проведены по обновленному в марте 1933 года, что позволило получить депутатские мандаты представителям оппозиционных партий. Однако по действующему избирательному закону правительственный список, набравший лишь 60,64 % голосов получил 303 места в парламенте из 370. После некоторой политической борьбы было заключено в 1939 году соглашение Цветковича — Мачека, которое создало в составе Югославии Хорватскую бановину. Эта территориальная единица, сформированная по национальному признаку, противоречила принципам короля Александра, который придерживался политики унификации.